# ملك حفني ناصف
ملك حفني ناصف (27 ربيع الأول 1304 هـ / 25 ديسمبر 1886م - 1 محرم 1337 هـ / 17 أكتوبر 1918م) أديبة مصرية وداعية للإصلاح الاجتماعي، وإنصاف وتحرير المرأة المصرية في أوائل القرن العشرين.

## الدوريات
ولدت في حي الجمالية بالقاهرة، وشاء القدر أن يتفق يوم مولدها مع زفاف الأميرة «ملك» إلى الأمير "حسين كامل" الذي صار سلطانًا بعد ذلك، فسمّاها أبوها باسم الأميرة. وهي كُبرى سبعة أبناء حفني ناصف بك رجل القانون والشاعر، وأستاذ اللغة العربية وأحد مؤسسي الجامعة المصرية.
اعتبرت ملك ناصف أول امرأة مصرية جاهرت بدعوة عامة لتحرير المرأة، والمساواة بينها وبين الرجل، كما اعتبرت أول فتاة مصرية تحصل على الشهادة الابتدائية العام 1900. عرفت بثقافتها الواسعة وكتاباتها في العديد من الدوريات والمطبوعات، وكانت تجيد اللغتين الإنجليزية والفرنسية وتعرف شيئا من اللغات الأخرى، وهذا ما ساعدها في عملها.
نظمت أول قصيدة لها في رثاء السيدة عائشة التيمورية التي توفيت عام 1902، لتكون أول قصيدة تنشر لها في الجرائد ويبدأ اسمها في التردد بالمحافل الأدبية.
بدأت تعليمها في المدارس الأجنبية، ثم التحقت بالمدرسة السنيَّة، حيث وحصلت منها على الشهادة الابتدائية سنة 1900، وهي أول سنة تقدمت فيها الفتيات لأداء الامتحان للحصول على تلك الشهادة، وكانت ملك أول فتاة مصرية نالت هذه الشهادة، ثم انتقلت إلى القسم العالي (قسم المعلمات) بالمدرسة نفسها، وكانت أولى الناجحات في عام 1903. وبعد تدريب عملي على التدريس مدة عامين تسلَّمت الدبلوم عام 1905 كما حصلت على شهادة في التعليم العالي لاحقًا. وقد عملت مدرسة في القسم الذي تخرجت فيه بالمدرسة السنيَّة حتى زواجها.

## زواجها
تزوجت في عام 1907 بأحد أعيان الفيوم شيخ العرب عبد الستار الباسل، رئيس قبيلة الرماح الليبية بالفيوم. عاشت في قصر الباسل بالفيوم وهي إحدى ضواحي مركز إطسا، وفي البيئة الجديدة  التي أقامت فيها بعد الزواج اتخذت اسم «باحثة البادية» اشتقاقًا من بادية الفيوم التي تأثرت بها.  وفي تلك البيئة عرفت عن قرب الحياة المتدنية التي تعيشها المرأة، ومن ثم وقفت نشاطها على الدعوة إلى الإصلاح وتحرير المرأة بما لا يتعارض مع الدين أو التقاليد.
وقد تركت تجربة الزواج في نفس ملك ناصف أثرا سلبيا، فقد شاءت الظروف ألا تنجب بعد مرور سنوات على زواجها، فعانت مما تعانيه المرأة العاقر في مجتمع البادية، فكانت موضع السخرية، والاستخفاف، فجرح كبرياؤها، وهنا صدمت المرأة المثقفة بتقاليد البادية، وزاد من معاناتها أن أعاد زوجها إلي عصمته زوجته الأولي التي كان قد طلقها قبل زواجه بها، والتي كان قد أنجب منها بنتاً، وعاشت سبع سنوات في هذه المعاناة، عبرت عن دخيلتها في كتاباتها، بالألم والحزن، فكانت في كتاباتها ثائرة على الطلاق، علي نحو يعكس تجربتها الخاصة في الحياة. فكرست قلمها لقضايا حرية المرأة في المجتمع، والطلاق، والمرأة العاقر. كانت المفاجأة الكبرى في حياتها حينما خضعت لتشخيص طبيب مشهور في أمراض النساء، فاكتشفت أن سبب عدم إنجابها يرجع إلى زوجها، وليس إليها، حيث كان قد أصيب بعد زواجه الأول، وإنجاب ابنته، بمرض اضطره إلى إجراء عملية جراحية، أصيب بسببها بالعقم، فسبب لها هذا حزناً فوق حزنها.

## أعمالها
قامت ملك ناصف بتأسيس “اتحاد النساء التهذيبي”، ليضم الكثير من السيدات المصريات والعربيات وبعض الأجنبيات، والذي يهدف إلى توجيه المرأة إلى ما فيه صلاحها، والاهتمام بشؤونها، كما كوَّنت جمعية للتمريض لإغاثة المنكوبين المصريين والعرب، وكانت الأساس لما عُرِف فيما بعد بـ ” الهلال الأحمر” وذلك إبان اعتداء إيطاليا على طرابلس، الأمر الذي جعل مصر تهبّ لنصرتها. وكان من مهمات الجمعيّة التي شكلتها إرسال المعونات من أغطية، وملابس، وأدوية، لضحايا هذا العدوان، وأقامت بمنزلها بالقاهرة مدرسة لتعليم الفتيات مهنة التمريض، وكفلت لهذه المدرسة كل احتياجاتها من مالها الخاص. كما بدأت في إنشاء مشغل للفتيات وملجأ للمعوزات، وقررت أن توقف خمسة وثلاثين فدانا على انجاز المشروع، إلا أن موتها حال دون ذلك.
وكانت “باحثة البادية” من أوائل الداعيات إلي حقوق المرأة، حيث بدأت في الإعلان عن رأيها في صحيفة المؤيد، ثم توالى نشر مقالاتها في “الجريدة”. وقد تناولت وجوب تعليم المرأة، باعتباره الوسيلة الوحيدة لتحرير عقلها وتقويم أخلاقها. وقد جمعت هذه المقالات في كتاب من جزأين تحت عنوان “النسائيات”، ونشرته عام 1910 نشر الجزء الأول منه وكان يضم 24 مقالا، وخطبتين وقصيدة واحدة بينما ظل الجزء الثاني محفوظًا كمخطوطات لم تنشر حتى اليوم. ولها أيضًا كتاب آخر بعنوان (حقوق النساء) حالت وفاتها دون إنجازه. وتدور معظم أعمالها حول تربية البنات، وتوجيه الآراء، ومشاكل الأسرة.
واتجهت باحثة البادية إلى الخطابة وإلقاء المحاضرات العامة على السيدات في دار الجريدة وفي الجامعة المصرية، وفي الجمعيات النسائية، وكانت خطيبة مطبوعة ذات تأثير في نفوس سامعيها، حتى إن “أحمد زكي باشا” الملقب بـ “شيخ العروبة” كان يُثني عليها، ويقول بأنها أعادت العصر الذهبي الذي كانت فيه ذوات العصائب يناضلن أرباب العمائم في ميدان الكتابة والخطابة.
من ناحية أخرى مثلت ”باحثة البادية ” المرأة المصرية في المؤتمر المصري الأول عام 1911 لبحث وسائل الإصلاح، وقدَّمت فيه المطالب التي تراها ضرورية لإصلاح حال المرأة المصرية. وتلخّصت اقتراحات “باحثة البادية” في عشر نقاط، رأت أن المطالب التي قُدِّمت إلى المؤتمر ليتوفر على درسها قد خلت منها، فسارعت إلى تقديمها، وتتلخص في:
- تعليم البنات الدين الإسلامي الصحيح.
- تعليم البنات التعليم الابتدائي والثانوي.
- تعليم التدبير المنزلي والصحة وتربية الأطفال.
- تخصيص عدد من البنات لتعلم الطب وفن التعليم حتى يقمن بكفاية النساء في مصر واتباع الطريقة الشرعية في الخِطْبة، والالتزام بالحجاب[6]

## الحجاب معركة لا تنتهي
في أثناء هذه الفترة كانت تدور معركة قلمية حامية الوطيس بين دعاة خلع الحجاب وأنصار الحجاب، وبلغ من حدة المعركة أن اشتبك فيها الكثيرون من أقطاب الأدب والفكر، وكانت هذه المعارك من آثار الضجة التي أشعلها كتاب تحرير المرأة والمرأة الجديدة لقاسم أمين؛ فكان من المنطقي أن تنزل باحثة البادية إلى الساحة متسلحة بثقافتها الواسعة، وتنشئتها المعتدلة ومعرفتها بأحكام الشرع ومبادئه، ففندت آراء الداعيين إلى خلع الحجاب، والذين أرجعوا تأخر الشرق إليه فكان لها كلمة مأثورة قالت فيها: 
إن الأمم الأوروبية قد تساوت في السفور، ولم يكن تقدمها في مستوى واحد، فمنها الأمم القوية، ومنها الأمم الضعيفة، فلماذا لم يسوّ السفور بينها جميعا في مضمار التقدم، إذا كان هو الأساس للرقي الحضاري كما يزعم هؤلاء.

## قصائدها
من قصيدة "رأي في الحجاب":"
ومن قصيدة «خير النساء»:

## وفاتها
أصيبت بمرض الحمى الإسبانية، وتوفيت في 11 محرم 1337 هـ الموافق فيه 17 أكتوبر 1918 عن سن «32 سنة» في منزل والدها بالقاهرة، ودفنت في مقابر أسرتها في «الإمام الشافعي». وقد شيعتها إلى مثواها الأخير سيدات عصرها، على رأسهن هدى شعراوي، بذلك كانت ملك حفني ناصف أول امرأة يتم إقامة حفل تأبين لها والذي أقيم في جامعة القاهرة.
وقد رثاها حافظ إبراهيم وخليل مطران بقصيدتين، وكذلك الأديبة اللبنانية مي زيادة. وتم إطلاق اسمها على عديد المؤسسات والشوارع في مصر تقديرًا لدورها في مجال حقوق المرأة.